# Raymond F. Clevenger

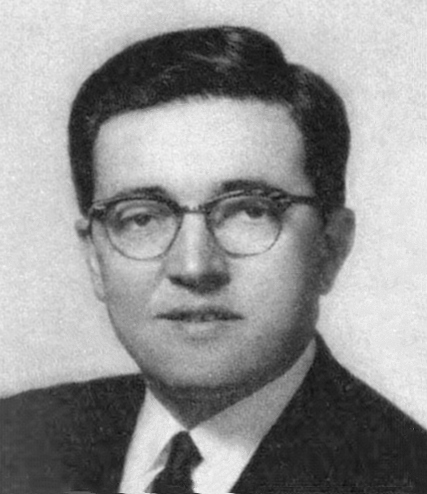
Raymond F. Clevenger, 1965

Raymond Francis Clevenger (* 6. Juni 1926 in Chicago, Illinois; † 29. März 2016 in Ann Arbor, Michigan) war ein US-amerikanischer Politiker. Zwischen 1965 und 1967 vertrat er den Bundesstaat Michigan im US-Repräsentantenhaus.

## Werdegang
Raymond Clevenger besuchte die öffentlichen Schulen in Oak Park. Im Jahr 1944 beendete er die High School. In der Endphase des Zweiten Weltkrieges diente er zwischen 1944 und 1946 im Medical Corps, dem medizinischen Dienst der US Army. Anschließend setzte er seine Ausbildung mit seinem Studium an der Roosevelt University in Chicago und der School of Economics and Political Science in London fort. Nach einem Jurastudium an der University of Michigan in Ann Arbor und seiner im Jahr 1952 erfolgten Zulassung als Rechtsanwalt begann er ab 1953 in Sault Ste. Marie in seinem neuen Beruf zu arbeiten.
Politisch schloss sich Clevenger der Demokratischen Partei an. Zwischen 1954 und 1964 war er Delegierter auf deren regionalen Parteitagen in Michigan. Im Jahr 1956 nahm er auch als Delegierter an der Democratic National Convention in Chicago teil, auf der Adlai Stevenson zum zweiten Mal als Präsidentschaftskandidat nominiert wurde. Von 1958 bis 1960 war er Vorstandsmitglied seiner Partei in Michigan. Zur gleichen Zeit fungierte er auch Gerichtsbeauftragter (Court Commissioner) im Chippewa County. Danach war er in den Jahren 1961 bis 1963 unter anderem Sicherheitsbeauftragter des Staates Michigan.
Bei den Kongresswahlen des Jahres 1964 wurde Clevenger im elften Wahlbezirk von Michigan in das US-Repräsentantenhaus in Washington, D.C. gewählt, wo er am 3. Januar 1965 die Nachfolge von Victor A. Knox antrat. Da er im Jahr 1966 nicht wiedergewählt wurde, konnte er bis zum 3. Januar 1967 nur eine Legislaturperiode im Kongress absolvieren, die von den Ereignissen des Vietnamkrieges geprägt war. Nach seinem Ausscheiden aus dem US-Repräsentantenhaus wurde er von Präsident Lyndon B. Johnson zum Vorsitzenden der Great Lakes Basin Commission ernannt. Dieses Amt bekleidete er zwischen 1967 und 1968; danach arbeitete er wieder als Anwalt. Er lebte zuletzt in Ann Arbor, wo er 2016 im Alter von 89 Jahren verstarb.